# Dreieich
Dreieich é um município da Alemanha, situado no distrito de Offenbach, no estado de Hesse. Tem 53,3 km² de área, e sua população em 2019 foi estimada em 42.102 habitantes.